# جيورجي سالاي
جيورجي سالاي (بالمجرية: Szalai György)‏ هو رباع مجري، ولد في 14 فبراير 1951 في Gádoros ‏ في المجر.

## وصلات خارجية
- جيورجي سالاي على موقع أوليمبيديا (الإنجليزية)